# Lakers vs. Celtics and the NBA Playoffs
Lakers vs. Celtics and the NBA Playoffs è un videogioco di pallacanestro sviluppato da EA Sports, pubblicato nel 1989 per MS-DOS e nel 1991 per Mega Drive.
Il gioco ha avuto un enorme successo, ed è stato il primo videogioco di pallacanestro ad avere i diritti per i nomi ufficiali dell'NBA. Alcune delle star presenti nel gioco sono Larry Bird, Kareem Abdul-Jabbar, Magic Johnson, Michael Jordan e Patrick Ewing.

## Nuove caratteristiche
Il gioco ha introdotto varie novità come gli Halftime show, la palla a due e i suoni dal pubblico.

## Modalità di gioco
Il titolo ha due modalità di gioco: modalità "Esibizione" e modalità "Playoff". Ci sono tre diversi livelli di difficoltà: Pre-season, Regular season e Playoff. I quarti possono essere da due, cinque, otto o dodici minuti.

## Squadre
La versione per il MS-DOS contiene le squadre che hanno giocato i Playoff NBA nel 1989 (Boston Celtics, Chicago Bulls, Detroit Pistons, New York Knicks, Los Angeles Lakers, Phoenix Suns, Seattle SuperSonics, Utah Jazz).
La versione per il Mega Drive contiene le squadre che hanno giocato i Playoff NBA nel 1991 (Boston Celtics, Chicago Bulls, Detroit Pistons, Philadelphia 76ers, Los Angeles Lakers, Phoenix Suns, Portland Trail Blazers, San Antonio Spurs).
In entrambe le versioni sono presenti le due squadre All-Star delle due conference.